# Інгеборг (співачка)
Інгеборг Терез Маргеріт Сержан (нід. і фр. Ingeborg Thérèse Marguerite Sergeant фр.; нар.. 15 жовтня 1966, Менен, Бельгія) — бельгійська співачка, телеведуча. Представляла Бельгію на «Євробаченні» 1989 року.

## Життєпис
Інгеборг навчалася в школі в Брюгге, після якої закінчила студію Германа Тейрлінка в Антверпені, що є однією з найважливіших театральних шкіл Фландрії. Одним із її однокурсників був голландський співак Стеф Бос, з яким у неї склалися не тільки професійні, а й особисті стосунки. У місці з іншою своєю колегою з навчання, Міріам Бронзвар, заснувала групу Zwiep en Brons, яка в 1988 році отримала спеціальний приз журі Лейденського кабаре-фестивалю. Інґеборг навчалася в студії Herman Teirlinck в Антверпені, школі підготовки молодих співаків і сценічних виконавців. Одним із її однокурсників був голландський співак Стеф Бос, з яким у неї склалися професійні та особисті стосунки. З іншими колегами вони створили групу під назвою Zwiep en Brons і виграли приз журі на фестивалі Leids Cabaret 1988 року в голландському місті Лейден.
У 1989 році з піснею «Door de wind» (в перекладі з нід. — «За вітром»), написаною Стефом Босом, Інгеборг представила Бельгію на конкурсі пісні «Євробачення 1989», що пройшов 6 травня в швейцарській Лозанні. За підсумками вечора співачка набрала 13 балів та посіла 19-те місце.
З 1990 року Інгеборг працювала ведучою ряду передач на VTM, найбільшому комерційному телеканалі Фландрії, а також таких шоу, як «Побачення наосліп», «Все, що вам потрібно, це любов» і «Блеф!». Вона стала обличчям дитячої програми Schuif Af!" (з нід. — «Посунься!»), яку вела з 1990 по 2005 роки.
З 1999 року також працювала інструктором з йоги та медитації. У 2007 році почала працювати ведучою та редактором цифрового каналу Vitaliteit.

## Особисте життя
Інгеборг — четверта з п'яти дітей у сім'ї. Її батько займався дизайном інтер'єрів; мати навчалася на медсестру, кілька років пропрацювала у магазині, після чого стала домогосподаркою. У січні 1994 року народила сина Робіна. 1997 року вийшла заміж за менеджера Роланда Кейарта; весілля пройшло в Остенді.